# Smrčina (Moravskoslezské Beskydy)
Smrčina je hora v Moravskoslezských Beskydech, 6 km východně od Morávky a 3,5 km severoseverozápadně od turistické chaty Slavíč. Vrchol je velmi plochý, zalesněný smrko-bukovým lesem, místy paseky s částečnými výhledy.

## Přístup
Červená hřebenovka mezi chatou Slavíč a Ropicí obchází Smrčinu z východu, ale asi 500 m od vrcholu z ní odbočuje neznačená odbočka na vrchol, která se asi 500 m za vrcholem zase připojuje k červené značce.